# Александер, Бойд
Бойд Александер — английский военный гидрограф и орнитолог, исследователь бассейна озера Чад и сопредельных территорий.
В 1904—1907 годах, пользуясь почти исключительно водными путями, пересёк Африку от Нигерии в Египет, управляя комплексной экспедицией сначала вместе с капитанами К. Александером и Д. Б. Гослингом (оба умерли во время путешествия).
Поднявшись по рекам Нигер и Бенуэ, экспедиция достигла озера Чад. В ходе маршрутов было проведено описание речной сети в северо-восточной части Нигерии и берегов озера Чад, причём было установлено, что озеро состоит из двух бассейнов. Экспедиция исследовала реку Шари и от её верхних правых притоков прошла в бассейн реки Уэле (система Конго). Поднявшись по реке до ее верховьев, Александер перебрался в систему верхнего Нила и по рекам Эль-Джебель, Белый Нил и Нил спустился в Египет.
Экспедиция окончательно доказала, что бассейны реки Нигер, озера Чад, рек Конго и Нил выделены в некоторых местах только низкими и узкими водоразделами. В ходе работ был собран большой материал по этнографии и особенно по зоологии края. В 1910 году при попытке пересечь Африку по суше от Камеруна в Египет Александер был убит местными жителями в области Вадаи, к востоку от озера Чад. Тело Александера было похоронено рядом с могилой брата Клода вблизи Майфони.
За своё путешествие по континенту Александер был награжден Золотой медалью в 1907 году Королевским географическим обществом в Антверпене, а в 1908 году Золотой медалью Королевского географического общества в Лондоне. В 1907 году он стал почётным членом Королевского шотландского географического общества.
В 1910 году был убит в 110 км к северу от Абеше.
В честь учёного были названы следующие виды животных: стриж Apus alexandri, мангуст заирская кузиманза (Crossarchus alexandri) и белка Александра (Paraxerus alexandri).